# لولا گائوس
لولا گائوس (اسپانیایی: Lola Gaos‎؛ ۲ دسامبر ۱۹۲۱–۴ ژوئیه ۱۹۹۳) بازیگر اهل اسپانیا بود. 
او در والنسیا در خانواده‌ای فرهیخته، بورژوا، چپ‌گرا و جمهوری‌خواه، از نسل هنرمندان و روشنفکران، به دنیا آمد. پدرش خوزه گاوس برئا، اهل لاکرونیا، و مادرش جوزفا گونزالس-پولای منندس، آستوریایی از گیخون، چهارده فرزند داشتند که ۹ نفر از آنها زنده ماندند.[۲] که یکی از آنها لولا گائوس بود.
از فیلم‌ها یا برنامه‌های تلویزیونی که وی در آن نقش داشته است، می‌توان به اقامتگاه جاسوسان، سه عضو صلیب سرخ، سرقت در ساعت ۳، پانچو ویا، هنر زندگی، ویریدیانا و تریستانا اشاره کرد.